# Lotto Soudal/2020
Deze pagina geeft een overzicht van de Lotto Soudal-wielerploeg in 2020.

## Algemeen
Algemeen manager: John Lelangue
Teammanager:
Ploegleiders: Mario Aerts, Kevin De Weert, Herman Frison, Maxime Monfort, Kurt Van De Wouwer, Marc Wauters, Frederik Willems
Fietsmerk: Ridley

## Renners
| Naam                | Geboortedatum | Nationaliteit       | Ploeg 2019             |
| ------------------- | ------------- | ------------------- | ---------------------- |
| Sander Armée        | 10-12-1985    | België              |                        |
| Steff Cras          | 13-02-1996    | België              | Team Katjoesja Alpecin |
| Jasper De Buyst     | 24-11-1993    | België              |                        |
| Thomas De Gendt     | 06-11-1986    | België              |                        |
| John Degenkolb      | 07-01-1989    | Duitsland           | Trek-Segafredo         |
| Stan Dewulf         | 20-12-1997    | België              |                        |
| Jonathan Dibben     | 12-02-1994    | Verenigd Koninkrijk | Madison Genesis        |
| Caleb Ewan          | 11-07-1994    | Australië           |                        |
| Frederik Frison     | 28-07-1992    | België              |                        |
| Philippe Gilbert    | 05-07-1982    | België              | Deceuninck–Quick-Step  |
| Kobe Goossens       | 29-04-1996    | België              | -                      |
| Carl Fredrik Hagen  | 29-09-1991    | Noorwegen           |                        |
| Adam Hansen         | 11-05-1981    | Australië           |                        |
| Matthew Holmes      | 08-12-1993    | Verenigd Koninkrijk | Madison Genesis        |
| Rasmus Iversen      | 16-09-1997    | Denemarken          |                        |
| Roger Kluge         | 05-02-1986    | Duitsland           |                        |
| Nikolas Maes        | 09-04-1986    | België              |                        |
| Tomasz Marczyński   | 06-03-1984    | Polen               |                        |
| Rémy Mertz          | 17-07-1995    | België              |                        |
| Stefano Oldani      | 10-01-1998    | Italië              | Kometa Cycling Team    |
| Gerben Thijssen     | 21-06-1998    | België              |                        |
| Tosh Van der Sande  | 28-11-1990    | België              |                        |
| Brian van Goethem   | 16-04-1991    | Nederland           |                        |
| Brent Van Moer      | 12-01-1998    | België              |                        |
| Harm Vanhoucke      | 17-06-1997    | België              |                        |
| Florian Vermeersch* | 12-03-1999    | België              | -                      |
| Jelle Wallays       | 11-05-1989    | België              |                        |
| Tim Wellens         | 10-05-1991    | België              |                        |

*per 1 juni 2020

### Vertrokken
| Naam               | Geboortedatum | Nationaliteit       | Ploeg 2020                 |
| ------------------ | ------------- | ------------------- | -------------------------- |
| Tiesj Benoot       | 11-03-1994    | België              | Team Sunweb                |
| Adam Blythe        | 01-10-1989    | Verenigd Koninkrijk | gestopt                    |
| Victor Campenaerts | 28-10-1991    | België              | NTT Pro Cycling            |
| Jens Keukeleire    | 23-11-1988    | België              | EF Education First         |
| Maxime Monfort     | 14-01-1983    | België              | gestopt                    |
| Lawrence Naesen    | 28-08-1992    | België              | AG2R La Mondiale           |
| Jelle Vanendert    | 19-02-1985    | België              | Bingoal-Wallonie Bruxelles |
| Enzo Wouters       | 21-03-1996    | België              | Tarteletto-Isorex          |

## Overwinningen
| Tour Down Under 2e etappe: Caleb Ewan 4e etappe: Caleb Ewan 6e etappe: Matthew Holmes Ronde van de Verenigde Arabische Emiraten 2e etappe: Caleb Ewan Puntenklassement: Caleb Ewan Ronde van Wallonië 1e etappe: Caleb Ewan Ronde van Poitou-Charentes in Nouvelle-Aquitaine 3e etappe deel a: Sander Armée Bergklassement: Harm Vanhoucke Ronde van Frankrijk 3e etappe: Caleb Ewan 11e etappe: Caleb Ewan Ronde van Luxemburg 3e etappe: John Degenkolb | Scheldeprijs Caleb Ewan Ronde van Spanje 5e etappe: Tim Wellens 14e etappe: Tim Wellens |  |

1985 · 1986 · 1987 · 1988 · 1989 · 1990 · 1991 · 1992 · 1993 · 1994 · 1995 · 1996 · 1997 · 1998 · 1999 · 2000 · 2001 · 2002 · 2003 · 2004 · 2005 · 2006 · 2007 · 2008 · 2009 · 2010 · 2011 · 2012 · 2013 · 2014 · 2015 · 2016 · 2017 · 2018 · 2019 · 2020 · 2021 · 2022 · 2023 · 2024 · 2025
AG2R-La Mondiale · Astana Pro Team · Bahrain McLaren · BORA-hansgrohe · CCC Team ·  Cofidis, Solutions Crédits · Deceuninck–Quick-Step · EF Education First · Groupama-FDJ · Israel Start-Up Nation · Lotto Soudal · Mitchelton-Scott · Movistar Team ·  NTT Pro Cycling · Team INEOS · Team Jumbo-Visma · Team Sunweb · Trek-Segafredo · UAE Team Emirates